# أعمال العنف في شوشا وخانكندي 1988
كانت احداث العنف في عام 1988 في شوشا وخانكندي عبارة عن طرد السكان الأرمن العرقيين في شوشا والسكان الأذربيجانيين من خانكندي، في إقليم مرتفعات قرة باغ ذاتي الحكم في جمهورية أذربيجان الاشتراكية، الاتحاد السوفياتي، من 18 إلى 20 سبتمبر 1988. وخلال أعمال العنف، أصيب 33 أرمنيًا و 16 أذربيجانيًا بجروح، وأُحرق أكثر من 30 منزلًا، وقتل أرمني يبلغ من العمر 61 عامًا.
كانت هذه الأحداث إحدى أعمال العنف العرقي في سياق نزاع مرتفعات قره باغ، التي نُفِّذت بسبب مطالبة الأرمن في مرتفعات قرة باغ بالانفصال عن أذربيجان والتوحد مع أرمينيا.